# Melqart

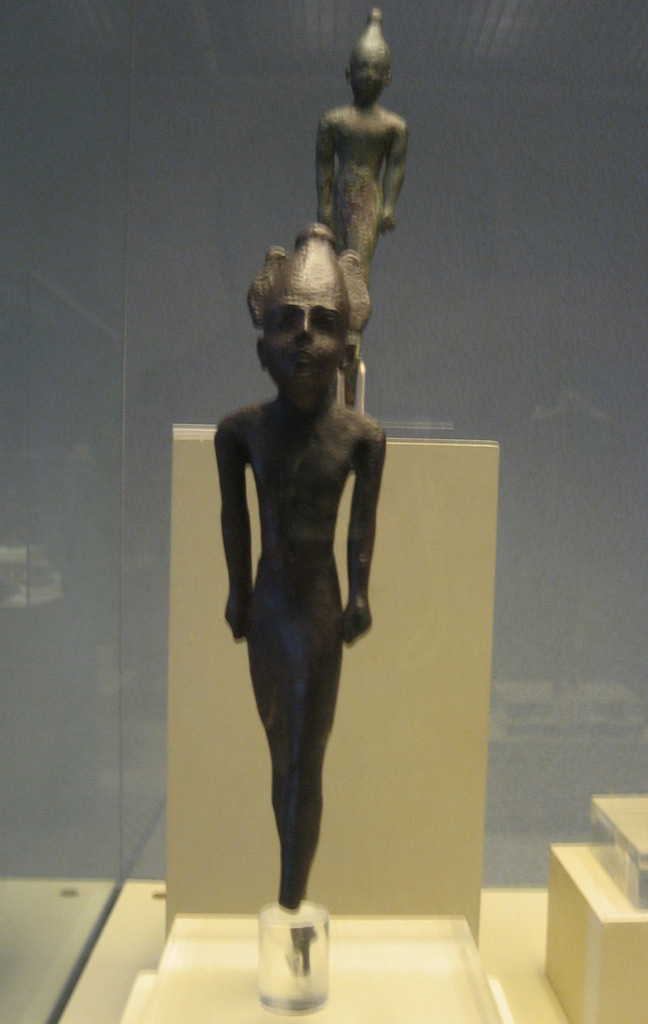
Deux bronzes phéniciens découverts à proximité du temple de Melqart de Gadès, aujourd'hui sur la commune de San Fernando dans la province de Cadix en Andalousie, Espagne. La première statuette représente Melqart. -- Musée de Cadix.

Melqart est un dieu d'origine phénicienne, dieu tutélaire de la cité de Tyr. 

## Description
Appelé aussi Ba'al Sor ou Ba'al de Tyr, son nom vient de deux racines issues du phénicien : Melk ou Melek qui signifie « prince »,  « roi » et Qart ou QRT qui signifie « cité » ce qui donne prince de la cité ou roi de la ville de Tyr.
Le nom punique Hamilcar provient de celui de cette divinité.
Dans le monde gréco-romain, il a été assimilé à Héraclès par l'Interpretatio graeca, notamment à Gadès, à Lixus, où il avait un temple important  et peut-être à Rome.

## Culte
La tunique à manches, couvrant tout le corps à l'exception des mains et des pieds, était la tenue traditionnelle des prêtres de Melqart. Elle leur permettait d'entrer à l'intérieur du sanctuaire sans le souiller. Par un mécanisme de substitution, les dieux ont souvent été représentés dans la tenue de leurs prêtres constamment interprétée en Occident comme féminine.